# Only Time
«Only Time» es una canción compuesta y grabada por la cantautora irlandesa Enya lanzada como sencillo en noviembre de 2000. La publicación coincidió con la presentación y publicación de su quinto álbum de estudio A Day without Rain (2000). En 2001 Only Time fue lanzado de nuevo como remix en un nuevo sencillo. La pista fue remazclada por los productores de la S.A.F., Christian B. y Marc Dold, siendo finalmente remezclada y producida por el productor de Enya, Nicky Ryan.

Enya donó las ganancias derivadas de ese sencillo a las viudas de la asociación de Bomberos Uniformados y a la fundación de niños para ayudar a las familias de los bomberos después de los Atentados del 11 de septiembre de 2001.

## Utilización de Only Time
La canción aparece en la banda sonora de las películas Sweet November y Titanic. A la fecha Only Time es el mejor hit de Enya en Estados Unidos donde allí se posiciona en el puesto #10 en la lista Billboard Hot 10, y en el puesto  #1 en la lista Adult Contemporary. Durante el verano de 2001, el canal de televisión NBC, usó el tema en comerciales para promover la serie Friends, esto hizo que el tema se tornara más conocido y aumentara su frecuencia de aparición en distintas emisoras de radio. Como resultado la canción se convirtió en el primer Top 40 hit de Enya después de 12 años desde Orinoco Flow. También apareció en la serie Viva La Bam. El 13 de noviembre de 2013, se realizó una campaña para Volvo Trucks donde se utilizó nuevamente esta connotada canción, lo cual hizo que se reposicionara en Billboard Hot 100 en el #43 y en el #95 en las listas del Reino Unido.
En marzo de 2018, la agrupación musical irlandesa Celtic Thunder publicó en su álbum Celtic Thunder: X una interpretación de esta canción, cantada por el vocalista Michael O'Dwyer.

## Lista de temas

### Edición oficial
| Nº | Tema                  | Duración |
| -- | --------------------- | -------- |
| 1. | "Only Time"           | 3:38     |
| 2. | "The First Of Autumn" | 3:08     |
| 3. | "The Promise"         | 2:28     |

#### Edición preliminar
| Nº | Tema                | Duración |
| -- | ------------------- | -------- |
| 1. | "Only Time (Remix)" | 3:15     |